# 정진섭 (군인)
정진섭(鄭鎭燮, 1961년  ~ )은 대한민국의 군인이다.

## 학력
- 해군사관학교 37기(1983년)[2]

## 경력
- 합동참모본부 작전2처장
- 제2함대사령관
- 해군본부 정보작전지원참모부장
- 해군참모차장
- 해군작전사령관[2]
- 한국해양대학교 초빙교수
- 사단법인 밀리테크협회 자문위원